# Gerhard Freitag
Gerhard Freitag (* 13. März 1913 in Magdeburg; † 10. Oktober 1995) war ein deutscher SS-Hauptsturmführer, der im Zweiten Weltkrieg 1941 dem Einsatzkommando 2 der Einsatzgruppe A in Riga (Lettland) und 1943 dem Sonderkommando 10 a der Einsatzgruppe D in der Ukraine angehörte. In der Nachkriegszeit wirkte er als Regierungskriminaloberrat und Leiter des Referats Personenfeststellung im Bundeskriminalamt (BKA).

## Leben
Freitag wurde als Sohn eines Polizeioberrentmeisters in Magdeburg geboren. Nach dem Abitur 1931 absolvierte er ab dem 1. April 1931 eine Lehre bei der Deutschen Bank und Disconto-Gesellschaft in Magdeburg, die er im Herbst 1933 abschloss. Danach wurde er dort als Bankangestellter weiterbeschäftigt.

### Zeit des Nationalsozialismus
Im Alter von zwanzig Jahren trat Freitag am 5. November 1933 der SA bei, am 1. Januar 1935 dem Deutschen Luftsportverband (DLV), einer Vorläuferorganisation des nationalsozialistischen Fliegerkorps (NSFK), und zum 1. April 1937 meldete er sich beim „SS-Motorsturm“ in Hannover. Am 29. November 1937 beantragte er die Aufnahme in die NSDAP und wurde rückwirkend zum 1. Mai desselben Jahres aufgenommen (Mitgliedsnummer 5.540.710).
1937 erfolgte der Berufswechsel Freitags vom Bankangestellten zum Kriminalbeamten. Er trat zunächst zum 1. Februar 1937 in den Dienst der staatlichen Polizeiverwaltung Hannover ein und wurde zum 1. Juni 1937 von der Kriminalpolizeileitstelle Halle/Saale als Kriminalkommissaranwärter eingestellt. Vom 12. Oktober 1938 bis zum 30. Juni 1939 durchlief er den 13. Kriminalkommissar-Anwärterlehrgang an der Führerschule der Sicherheitspolizei und des SD in Berlin-Charlottenburg, wurde am 15. Juli 1939 in Magdeburg zum Kriminalkommissar auf Probe bestellt und am 15. Januar 1940 zum Kriminalkommissar ernannt.
Freitag wurde im März 1939 mit der Mitgliedsnummer 337.662 in die Allgemeine SS aufgenommen und am 1. Juli 1939 zum SS-Untersturmführer ernannt. 1940 wurde er für die Laufbahn des leitenden Dienstes innerhalb der Sicherheitspolizei und des SD ausgewählt, in deren Rahmen er ein Studium der Rechtswissenschaften aufnahm. Im Februar 1941 erfolgte die Ernennung zum SS-Obersturmführer. Von Mai bis September amtierte er als „Vorzimmeradjutant“ von Rudolf Batz, dem Führer des im Baltikum agierenden Einsatzkommandos 2 der Einsatzgruppe A, die im August 1941 zu den ersten Einheiten gehörte, „die nicht ‚nur‘ Männer, sondern auch Frauen und Kinder massenhaft erschossen“. Zeugenaussagen bestätigen seine Anwesenheit bei den unter Leitung von Batz stattfindenden dienstlichen Zusammenkünften, bei denen die Einteilung zu den Erschießungsaktionen vorgenommen wurden und „zwei- oder dreimal auch die Rede auf die Zahl der bisher erschossenen Juden“ kam.
Anschließend konnte Freitag bis Oktober 1942 seine universitäre Ausbildung fortsetzen, wurde jedoch nicht im leitenden Dienst weiterbeschäftigt, sondern im November 1942 zur Kriminalpolizei Wilhelmshaven versetzt, ehe von dieser Dienststelle aus von Mai 1943 bis Kriegsende weitere Stationen seines „auswärtigen Einsatzes“ erfolgten.
Zunächst wurde er von Mai bis Oktober 1943 zu dem von SS-Obersturmbannführer Kurt Christmann befehligten Einsatzkommando 10a der Einsatzgruppe D nach Mosyr und nach dessen Auflösung zum Befehlshaber der Sicherheitspolizei und des SD (BdS) der Ukraine in Rowno abgeordnet. Seinen eigenen Angaben zufolge will er dort mit der „Bandenbekämpfung“ sowie der Bearbeitung von „Kriegswirtschaftsdelikten“ beauftragt worden sein.
Eigenen Angaben zufolge wurde Freitag Anfang Januar 1944 zum BdS nach Belgrad versetzt.
Am 6. November 1944 wurde Freitag schließlich zum BdS nach Oslo abgeordnet. Hier war er in der Abteilung IV (Gestapo) für die Arbeitsbereiche „Militärische Organisation und Heimatfront“ sowie „Illegale Flugblätter und Propaganda“ zuständig und wurde am 30. Januar 1945 zum SS-Hauptsturmführer befördert.

### Nachkriegszeit
Bei Kriegsende kam Freitag in norwegische Haft, aus der er im Dezember 1946 der britischen Besatzungsmacht übergeben und nach Deutschland abgeschoben wurde. Hier wurde er von den Alliierten an unterschiedlichen Orten interniert und am 11. November 1948 aus der Haft entlassen. Bis 1951 schlug er sich als Bauhilfsarbeiter durch oder war arbeitslos. Erst als seine zunächst gescheiterten Bemühungen um eine Entnazifizierung Erfolg hatten – die Berufungskammer verwarf am 28. Februar 1951 eine am 24. Februar 1950 durch die 2. Kammer der Zentralspruchkammer Hessen-Süd ergangene Einstufung in die Kategorie II als „NS-Belasteter“ – gelang ihm am 2. Mai 1951 die Anstellung bei der Süddeutschen Bank AG Mainz.
Während dieser Tätigkeit als Bankangestellter machte er Ende 1953 seine Versorgungsansprüche als Beamter im Sinne der 131er-Regelungen geltend. Auf dem abgegebenen Melde- und Personalbogen verschwieg er seine Tätigkeit im SS-Einsatzkommando und betonte stattdessen: „Ich war niemals Angehöriger der Gestapo.“ Im Februar 1957 beschied ihm der Präsident des Niedersächsischen Verwaltungsbezirks Oldenburg Robert Dannemann positiv, dass er „als sogenannter bodenständiger Beamter“ zu bewerten sei, da er seine „Beamtenrechte nicht aufgrund von engen Verbindungen zum Nationalsozialismus erworben“ habe.
Am 15. April 1957 führte seine schon im November 1956 beim Bundeskriminalamt eingereichte Bewerbung zum Erfolg. Freitag wurde, für die Dauer der Probezeit als Angestellter, vom BKA eingestellt. Ausdrücklich befürwortet wurde Freitags Einstellung durch den Personalchef des BKA, Eduard Michael, der 1941 selbst an der Deportation von 40.000 Juden aus dem Ghetto Tschenstochau beteiligt gewesen war. In einem an das Bundesministerium des Innern gerichteten, von BKA-Präsident Reinhard Dullien unterzeichneten und Michael – als „Berichterstatter“ über das Fortkommen Freitags – erstellten Schreiben vom Dezember 1957 wurde zu dessen Eignung als BKA-Beamter ausgeführt, „dass seine Übernahme in ein festes Beamtenverhältnis eine wertvolle planmäßige Bereicherung des Bundeskriminalamtes darstellen würde“. Freitag wurde in der Abteilung Nachrichtensammlung beschäftigt, ehe er 1970 zum „Sachgebietsleiter, Hilfsreferent und Referent für Personenfeststellung“ in den Erkennungsdienst wechselte. Aufgrund seiner jugendlichen Erscheinung wurde er von Kollegen als Kommissar „Bübchen“ bezeichnet.
Ab Mitte der 1960er Jahre wurden jedoch gegen ihn Disziplinarverfahren und staatsanwaltschaftliche Ermittlungen eingeleitet, die zu seiner zeitweiligen Suspendierung vom Dienst sowie Beförderungssperren führten. Zunächst war Freitag ab 1960 in mehreren Prozessen gegen Täter von SS-Einsatzgruppen als Zeuge vernommen worden, in deren Folge der Leitende Oberstaatsanwalt beim Landgericht Hamburg am 14. Februar 1964 vermerkte, dass Freitag selbst „möglicherweise als Beschuldigter in Betracht komme“. Im Zuge der Vorbereitungen eines förmlichen Disziplinarverfahrens wurde er von Oktober 1965 bis Januar 1966 vom Dienst suspendiert, ehe am 18. Januar 1966 das Bundesinnenministerium ein vier Jahre währendes Disziplinarverfahren eröffnete, bei dem ihm zur Last gelegt wurde:

„1. als Angehöriger des Einsatzkommandos 2 im Jahre 1941 im Raum Riga an der Vorbereitung und Durchführung der Vernichtung der jüdischen Bevölkerung beteiligt gewesen zu sein und 2. bei seiner richterlichen Vernehmung am 27. März 1962 als Zeuge der Wahrheit zuwider behauptet zu haben, dass ihm von den Judenvernichtungen damals nichts bestimmtes bekannt geworden sei.“

Zu dem Vorhalt, dass er bei seiner Einstellung seine Zugehörigkeit zum SS-Einsatzkommando nicht angegeben habe, erklärte er:

„Bei meinem Eintritt in das Bundeskriminalamt musste ich annehmen, dass mein sicherheitspolizeilicher Einsatz bekannt war. Ich selbst war den leitenden Beamten ebenfalls kein Unbekannter.“

Das Disziplinarverfahren wurde am 6. April 1970 eingestellt, da sich die disziplinarischen Vorermittlungen aus dem Jahre 1966, nach denen zwar durchaus angenommen werden könne, dass Freitag aufgrund der Befehlslage „selbst an einer Erschießungsaktion teilgenommen hat […] nicht beweisen“ ließen. Die zurückgestellten Beförderungen wurden nun in rascher Folge nachgeholt: 1971 wurde Freitag zum Kriminalrat, 1972 zum Oberkriminalrat befördert, da, wie die Amtsleitung des BKA 1972 argumentierte, auch das beim Landgericht Hamburg anhängige Ermittlungsverfahren „voraussichtlich zum Jahresende mangels Beweises eingestellt werden wird“ und „eventuell noch bestehende Zweifel nicht zu Lasten des Beamten gehen“ dürften. Die staatsanwaltschaftlichen Ermittlungen wurden in der Tat wegen Mangels an Beweisen eingestellt, obwohl die Staatsanwaltschaft „genügend Anhaltspunkte für den Verdacht“ feststellte, „dass alle Angehörigen der Einsatzgruppe A, die sich im Juli/August 1941 in Riga aufhielten, in strafrechtlich relevanter Weise an den geschilderten Erschießungsaktionen beteiligt waren“. Am 31. März 1973 erreichte Freitag, gegen den nie Anklage erhoben wurde, seine Altersgrenze und trat als Oberkriminalrat a. D. in den Ruhestand.